# Paladilhia subconica
Paladilhia subconica is een slakkensoort uit de familie van de Moitessieriidae. De wetenschappelijke naam van de soort is voor het eerst geldig gepubliceerd in 2009 door Girardi.